# اتحادیه فوتبال لهستان
اتحادیه فوتبال لهستان (لهستانی: Polski Związek Piłki Nożnej;) نهاد اداره‌کننده مسابقات فوتبال و فوتسال در کشور لهستان است.
این اتحادیه که در ۱۹۱۹ تأسیس شده عضو یوفا و فیفا نیز می‌باشد و مقر آن در شهر ورشو است.
مسابقات لیگ برتر فوتبال لهستان و جام حذفی فوتبال لهستان زیر نظر این اتحادیه برگزار می‌شود.